# Гефирофобия

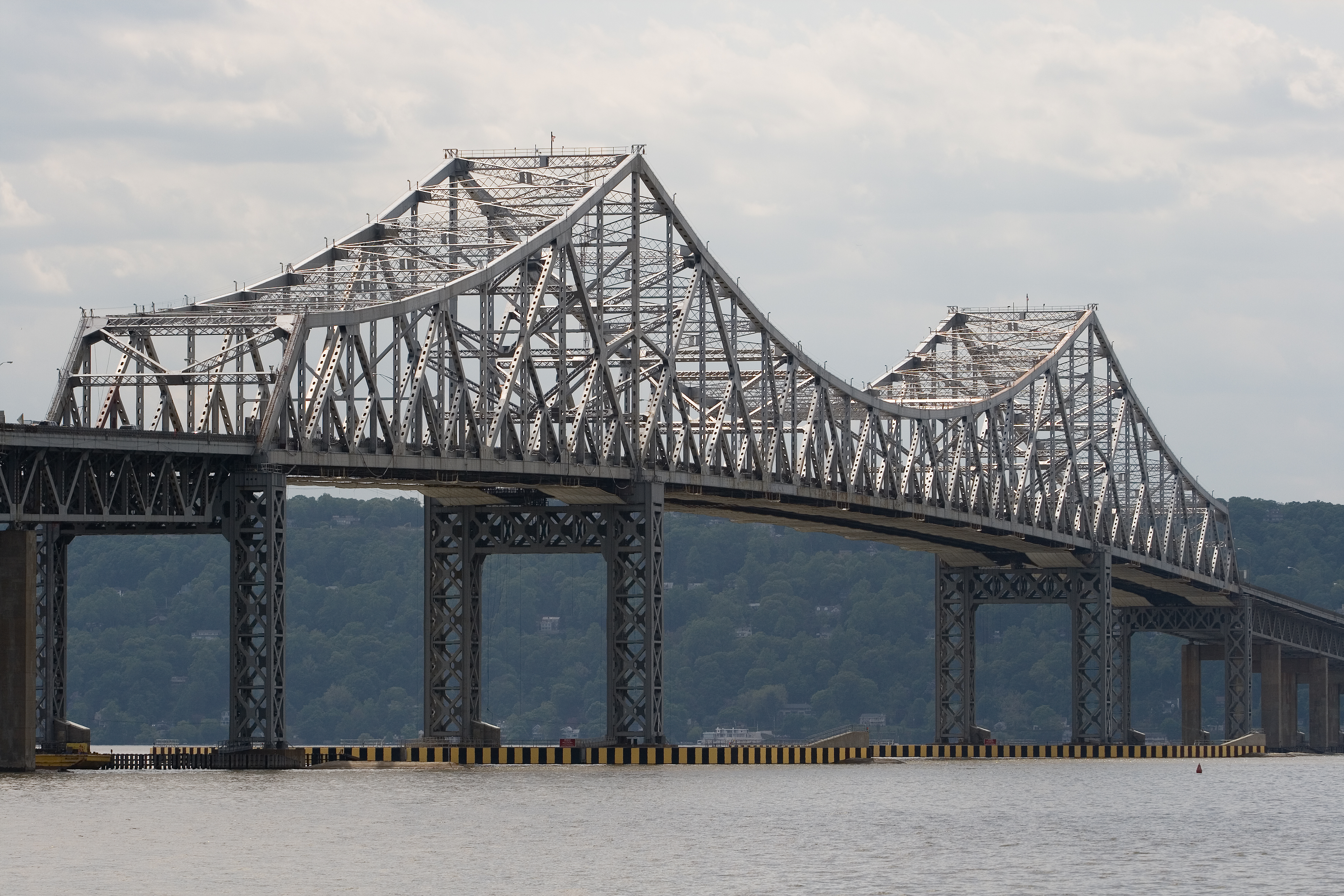

Гефирофобия (с греч. γέφυρα — «мост» и φόβος — «фобия») — психическое расстройство, вызванное страхом перед мостом. Является разновидностью акрофобии (батеофобии).
Страдающим данной фобией кажется, что мост взорвется или разломится пополам. Они стараются найти путь в обход мостов. Существует версия, что данный страх возникает на почве боязни высоты.